# Magnus Roupé
Magnus Roupé, född 23 mars 1963 i Gislaved, är en svensk före detta ishockeyspelare med meriter från både elitserien och NHL. Han var med och vann SM-guld säsongen 1985/1986 med Färjestads BK. Spelade två säsonger i Philadelphia Flyers. Han gjorde ett mål i sin första NHL-match. Han har ett VM-silver från 1990.

## Klubbar
- Färjestads BK
- Philadelphia Flyers
- Arvika HC
- Grums IK
- Eisbären Berlin
- Ekshärad

### Fotnoter
1. ↑  Eurohockey.com, Eurohockey.com spelar-ID: 1115, läst: 25 april 2022.[källa från Wikidata]
2. ↑  ”Eliteprospects.com”. http://www.eliteprospects.com/player.php?player=1516.